# Tiro en los Juegos Panamericanos

Tiro deportivo

La prueba de Tiro deportivo fue admitida en los Juegos Panamericanos desde la primera edición que se celebró en Buenos Aires en Argentina en 1951.

## Eventos
Los siguientes eventos son los realizados en la prueba de atletismo, según la sede son los eventos realizados.

### Masculino
| - Rifle de aire 10 m - Rifle tendido 50 m - Rifle 3 posiciones 50 m - Pistola rápida de fuego 25 m - Pistola de aire 10 m | - Pistola 50 m - Fosa olímpica - Skeet |

### Femenino
| - Rifle de aire 10 m - Rifle 3 posiciones 50 m - Pistola de aire 10 m | - Pistola de fuego 25 m - Fosa olímpica - Skeet |

## Medallero Histórico
Actualizado Toronto 2015
| Núm. | País                                 | Oro | Plata | Bronce | Total |
| ---- | ------------------------------------ | --- | ----- | ------ | ----- |
| 1    | Estados Unidos                       | 249 | 144   | 63     | 455   |
| 2    | Argentina                            | 52  | 44    | 38     | 134   |
| 3    | Cuba                                 | 34  | 62    | 52     | 148   |
| 4    | Canadá                               | 23  | 41    | 41     | 105   |
| 5    | Guatemala                            | 7   | 2     | 6      | 15    |
| 6    | Venezuela                            | 6   | 15    | 15     | 36    |
| 7    | Brasil                               | 6   | 13    | 32     | 51    |
| 8    | Colombia                             | 6   | 10    | 19     | 35    |
| 9    | México                               | 6   | 8     | 31     | 45    |
| 10   | Perú                                 | 3   | 8     | 9      | 20    |
| 11   | Chile                                | 2   | 7     | 9      | 18    |
| 12   | Ecuador                              | 1   | 2     | 3      | 6     |
| 13   | Puerto Rico                          | 0   | 3     | 9      | 12    |
| 14   | República Dominicana                 | 0   | 2     | 0      | 2     |
| 15   | El Salvador                          | 0   | 1     | 2      | 3     |
| 16   | Islas Vírgenes de los Estados Unidos | 0   | 1     | 0      | 1     |
| 16   | Trinidad y Tobago                    | 0   | 1     | 0      | 1     |
| 18   | Uruguay                              | 0   | 0     | 1      | 1     |

- Datos: Q25430612